# 新富站 (北海道)

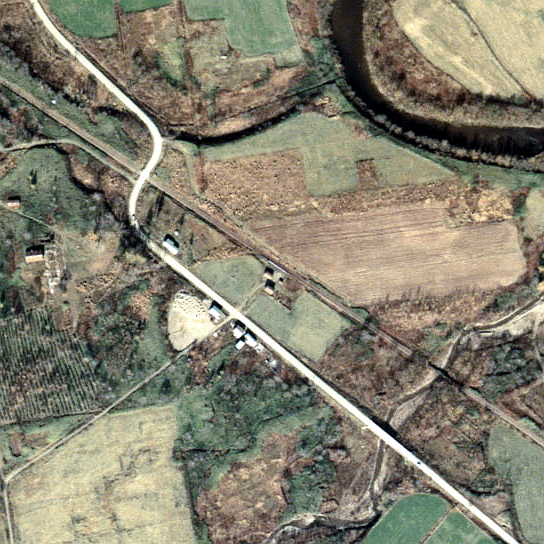
1977年的新富站與方圓約500米範圍。左上方為朱鞠內方向。

新富站（日语：／ Shintomi eki */?）是位於北海道雨龍郡幌加內町字新富，北海道旅客鐵道（JR北海道）的深名線車站（廢站）。由於使用人次很少，車站在1990年（平成2年）9月1日廢除。

## 歷史
在戰時的1943年（昭和18年）至1945年終戰之間，附近開闢了褐煤礦區，每月會使用馬匹運送500公噸褐煤前往添牛內站。相關人士與民居提出要求加設此站。礦場在昭和22年關閉，但是在當地強烈要求下，在鐵道局的許可下，村負責建設月台和車站大樓。使車站成為無人乘降場，不可處理貨物。隨著路線引入鐵路巴士（1955年8月21日），此站與其他乘降場均啟用。
- 1953年（昭和28年）
  - 9月25日 - 開始建設車站[1]。
  - 10月7日 - 一架列車在上行線2號月台停靠30秒（非正式啟用）[1]。
- 1955年（昭和30年）9月2日 - 日本國有鐵道深名線新富臨時乘降場（局（日语：鉄道管理局）設定）啟用[2]。
- 1956年（昭和31年）9月20日 - 升級至車站。名為新富站[3][2]。當時為旅客車站[2]。
- 1987年（昭和62年）4月1日 - 伴隨國鐵分割民營化，車站由北海道旅客鐵道（JR北海道）營運[2]。
- 1990年（平成2年）9月1日 - 隨著使用人次減少，此站廢除[2]。
  - 宗谷本線琴平站和石北本線伊奈牛站同日成為廢站。

### 站名的由來
原本的地名「豐富」。但是由於會與宗谷本線豐富站造成混淆，因此改名為「新富」。後來當地居民希望把地區名改為新富，最後在1960年（昭和35年）1月1日改名為新富。
另外，在1973年（昭和48年）由國鐵北海道總局發行的《北海道　站名之起源》，提出「字」先行修正。

## 車站構造
截至車站廢除前，車站是一座地面車站，設有1面1線的單式月台。站內沒有轉轍器。月台使用石頭建造，位於路軌東邊（名寄方向的列車會開啟右邊車門）。此站是無人車站。月台中央出入口附近設有木製車站大樓，大樓內只有候車室。

## 車站周邊
站前沒有民居，周邊都是休耕地。
- 國道275號（空知國道）
- 北海道大學演習林[7]
- 雨龍川[7]
- JR北海道巴士深名線（日语：深名線 (ジェイ・アール北海道バス)）「新富」巴士站

## 現況
在廢站同時車站被撤走。截至2011年（平成23年），車站相關設施被撤走。

## 其他
在車站廢除時，JR北海道沒有在幌加內町內三戶居民確認下廢除，因此當時居住在町內的老夫婦被孤立，不能使用鐵路前往醫院。
此外，在2015年的國勢調査中，幌加內町字新富已經沒有人居住（村落被消滅）。

## 相鄰車站
北海道旅客鐵道（JR北海道）
深名線
政和－新富－添牛內

## 注腳
1. 1 2 3 4  新幌加內町史 2008年3月發行，P585-586。
2. 1 2 3 4 5  《停車場変遷大事典 国鉄・JR編 II》1998年10月 JTB編集發行。
3. 1 2 3   第1版. 札幌市: 日本国有鉄道北海道総局. 1973-3-25: 114. ASIN B000J9RBUY （日语）.
4. ↑  新幌加內町史 2008年（平成20年）3月發行，P199-200。
5. 1 2  書籍《国鉄全線各駅停車1 北海道690駅》（小學館，1983年7月發行）205頁。
6. 1 2  書籍《北海道の鉄道廃線跡》（著：本久公洋，北海道新聞社，2011年9月發行）178,183頁。
7. 1 2  書籍《北海道道路地図 改訂版》（地勢堂，1980年3月發行）15頁。
8. ↑  書籍《JR・私鉄全線各駅停車1 北海道630駅》（小學館，1993年6月發行）76頁。